# 洛凯河畔科内特
洛凯河畔科内特（法語：Caunette-sur-Lauquet，法語發音：[konɛt syʁ lokɛ] ⓘ）是法国奥德省的一个市镇，属于利穆区。

## 地理
洛凯河畔科内特（43°1'50"N, 2°24'56"E）面积4.97 平方千米，位于法国奧克西塔尼大區奥德省，该省份为法国南部沿海省份，北起塔恩省，西北接上加龙省，西接阿列日省，南至东比利牛斯省，东临地中海，东北与埃罗省接壤。
与洛凯河畔科内特接壤的市镇（或旧市镇、城区）包括：贝尔卡斯泰勒和比克、布伊斯、洛凯河畔克莱蒙、莱里耶尔、圣伊莱尔、维拉尔德贝勒。

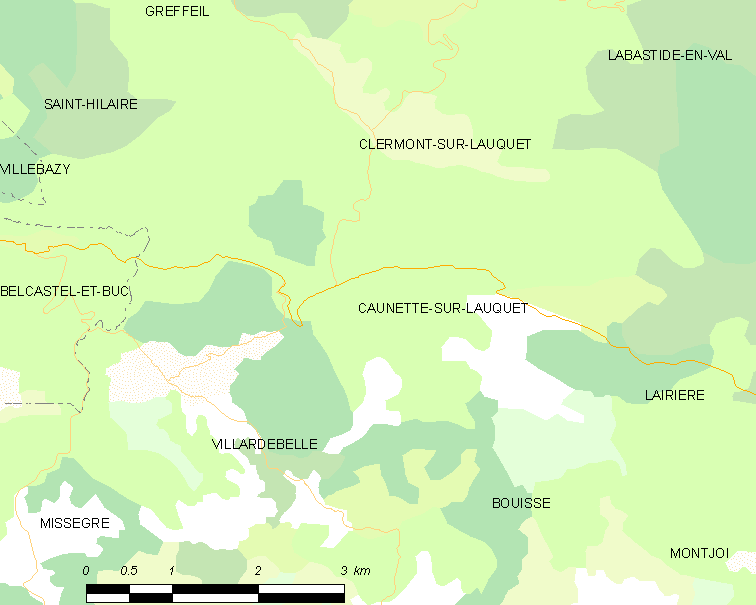
洛凯河畔科内特的OSM定位图

洛凯河畔科内特的时区为UTC+01:00、UTC+02:00（夏令时）。

## 行政
洛凯河畔科内特的邮政编码为11250，INSEE市镇编码为11082。

## 政治
洛凯河畔科内特所属的省级选区为利穆地区县。

## 人口

1962-2008年间洛凯河畔科内特人口变化图示

洛凯河畔科内特于2022年1月1日时的人口数量为11人。